# Helius obliteratus
Helius obliteratus là một loài ruồi trong họ Limoniidae. Chúng phân bố ở miền Cổ bắc.